# 단 (인쇄)
단(段)은 인쇄물의 지면 위에 정렬된 글줄로 구성된 하나 또는 여러 개의 뭉치이다. 국립국어대사전에서는 단07 : 인쇄물의 지면을 가로나 세로로 나눈 구획이라고 정의한다. 한 단일 경우에는 보통 단이라고 부르지 않고 쪽이라고 하며 한 페이지를 2개 이상으로 나눌 때 각각 나뉜 부분을 단이라고 부른다. 여러 개의 단이 있을 때 단과 단을 구분해주는 단 사이의 공간을 단 간격이라고 한다.

## 단을 사용하는 이유
- 지면이 넓어 한 줄로 채우면 다음 행을 이어서 읽기 어려운 경우
- 그림, 사진, 인용 상자 등 지면에 들어가야 할 요소를 배치하면서 본문의 통일성을 유지할 수 있다.
- 목차, 찾아보기 등 짧은 항목을 나열해야 할 경우